# A Box of Dreams
Albums de Enya
Paint the Sky with Stars
(1997) A Day Without Rain
(2000)
A Box of Dreams est un triple album de compilation de la musicienne et chanteuse irlandaise Enya, sorti en 1997.
Le coffret contient trois albums intitulés Oceans, Clouds et Stars reprenant, en 46 titres, la plupart des chansons d'Enya, dans un ordre différent, avec quelques inédits, depuis le premier album Enya (sorti en 1987) jusqu'à la compilation Paint the Sky with Stars (1997).

## Liste des titres

### Disque 1:Oceans
| No  | Titre            | Durée |
| --- | ---------------- | ----- |
| 1.  | Orinoco Flow     | 4:26  |
| 2.  | Caribbean Blue   | 3:58  |
| 3.  | Book of Days     | 2:57  |
| 4.  | Anywhere Is      | 3:46  |
| 5.  | Only If...       | 3:20  |
| 6.  | The Celts        | 2:57  |
| 7.  | Cursum Perficio  | 4:05  |
| 8.  | I Want Tomorrow  | 4:02  |
| 9.  | China Roses      | 4:38  |
| 10. | Storms in Africa | 4:12  |
| 11. | Pax Deorum       | 5:00  |
| 12. | The Longships    | 3:34  |
| 13. | Ebudæ            | 1:52  |
| 14. | On My Way Home   | 3:38  |
| 15. | Boadicea         | 3:32  |

### Disque 2:Clouds
| No  | Titre                      | Durée |
| --- | -------------------------- | ----- |
| 1.  | Watermark                  | 2:29  |
| 2.  | Portrait (Out of the Blue) | 3:15  |
| 3.  | Miss Clare Remembers       | 1:57  |
| 4.  | Shepherd Moons             | 3:41  |
| 5.  | March of the Celts         | 3:20  |
| 6.  | Lothlórien                 | 2:09  |
| 7.  | From Where I Am            | 2:25  |
| 8.  | Afer Ventus                | 4:09  |
| 9.  | Oriel Window               | 2:24  |
| 10. | River                      | 3:11  |
| 11. | Tea-House Moon             | 2:45  |
| 12. | Willows on the Water       | 3:03  |
| 13. | Morning Glory              | 2:30  |
| 14. | No Holly for Miss Quinn    | 2:45  |
| 15. | The Memory of Trees        | 4:18  |

### Disque 3:Stars
| No  | Titre                    | Durée |
| --- | ------------------------ | ----- |
| 1.  | Evening Falls...         | 3:48  |
| 2.  | Paint the Sky with Stars | 4:18  |
| 3.  | Angeles                  | 4:03  |
| 4.  | Athair Ar Neamh          | 3:44  |
| 5.  | La Soñadora              | 3:40  |
| 6.  | Aldebaran                | 3:08  |
| 7.  | Deireadh an Tuath        | 1:46  |
| 8.  | Eclipse                  | 1:34* |
| 9.  | Exile                    | 4:20  |
| 10. | On Your Shore            | 3:59  |
| 11. | Evacuee                  | 3:52  |
| 12. | Marble Halls             | 3:57  |
| 13. | Hope Has a Place         | 4:51  |
| 14. | The Sun in the Stream    | 2:58  |
| 15. | Na Laetha Geal M'óige    | 3:59  |
| 16. | Smaointe...              | 6:08  |

## Personnel
- Musique composée par Enya
- Paroles de Roma Ryan
- Produuit par Nicky Ryan (en)